# Кевін Пітер Голл
Кевін Пітер Голл (англ. Kevin Peter Hall; 9 травня 1955, Піттсбург, Пенсільванія — 10 квітня 1991, Голлівуд, Каліфорнія) — американський актор. Мав зріст 2,18 см і протягом кар'єри часто грав персонажів-монстрів. Був оригінальним головним антагоністом науково-фантастичної франшизи «Хижак», з'явившись у першому фільмі 1987 року та продовженні 1990 року. Зіграв головного героя в комедійному фантастичному фільмі «Гаррі і Гендерсони» (1987), а також повторив її у першому сезоні його телевізійної адаптації NBC (1990—1991). Серед інших ролей — доктор Елвін «Ел» Лінкольн у науково-фантастичному серіалі NBC «Невідповідності науки» (1985—1986) та Воррен Меррівезер у ситкомі «227» (1989—1990).

## Ранні роки
Народився в Пітсбурзі, штат Пенсільванія. Походив із високої родини: батько Чарльз Голл був зростом 1,98 м, а мати, Сильвія, — 1,88 м. Зі зростом 2,18 м Кевін був найвищим серед своїх братів.
У місцевій школі був зірковим баскетболістом. Вищу освіту здобув у галузі театрального мистецтва в Університеті Джорджа Вашингтона у Вашингтоні, округ Колумбія, де також виступав за баскетбольну команду.
Після закінчення навчання переїхав до Венесуели, щоб почати професійну баскетбольну кар'єру.

## Кар'єра
Через зріст його часто обирали на ролі монстрів. Його акторський дебют відбувся у фільмі жахів «Пророцтво» 1979 року. Він з'явився як іншопланетянин у фільмі жахів 1980 року «Застереження» та як Горвіл у телевізійному фільмі 1982 року «Лабіринти та монстри». 1985 року знявся в серіалі «Невдачі науки». Виконував головну роль у ситкомі «Нічний суд» у ролі великого, але ніжного психічно хворого, який із гумором височів над судовим приставом Буллом Шенноном, у виконанні Річард Молл, а також психічно хворого, якого грає Джеймс Кромвель. Наступного року була роль ще одного чудовиська у фільмі жахів «Монстр у шафі», а потім роль Гаррі, Бігфута, у «Гаррі та Гендерсонах».
1986 році його обрали на роль головного антагоніста у фільмі «Хижак» разом із Арнольдом Шварценеггером. На стадіях розробки Хижака грав Жан-Клод Ван Дамм, і знявся в перших кількох сценах, але його не зазначили в титрах. Продюсери вирішили переробити роль, щоб Хижак міг переконливіше домінувати над людськими персонажами завдяки значно більшого зросту. Голл також з'явився без маски в ролі пілота гелікоптера в кінці фільму. Повторив цю роль у сиквелі 1990 року, цього разу з Денні Ґловером і Гері Б'юзі.
Після ролі у фільмі «Хижак» з'явився в повнометражній стрічці «Коротун — велика шишка» (1988) й отримав гостьову роль у фільмі «Зоряний шлях: Наступне покоління». Його розглядали на роль Джорді Ла Форджа в «Зоряному шляху», але вона дісталася Левару Бертону. З 1989 до 1990 рік мав постійну роль у ситкомі NBC «227». 1990 року знову зіграв Гаррі в телесеріалі «Гаррі та Гендерсони», основаному на однойменному фільмі 1987 року.

## Особисте життя і смерть
Познайомився з акторкою Алейною Рід під час гостьової ролі в ситкомі «227». Пара згодом одружилася не тільки на шоу, а й в реальному житті.
Під час роботи у телесеріалі «Гаррі та Гендерсони» оголосив, що заразився ВІЛ через переливання крові під час операції через травму, отриману в автомобільній аварії. Помер від пневмонії, викликаної СНІДом, 10 квітня 1991 року, за місяць до свого 36-го дня народження.

## Вшанування
8 травня 2009 року введений до Зали слави рідної школи.

## Фільмографія
| Рік       |    | Українська назва                 | Оригінальна назва              | Роль                                               |
| --------- | -- | -------------------------------- | ------------------------------ | -------------------------------------------------- |
| 1979      | ф  | Пророцтво                        | Prophecy                       | ведьмідь-мутант                                    |
| 1980      | ф  | Застереження                     | Without Warning                | прибулець                                          |
| 1982      | тф | Лабіринти та монстри             | Mazes and Monsters             | Горвіл                                             |
| 1982      | ф  | Однієї темної ночі               | One Dark Night                 | Едді                                               |
| 1984      | ф  | Дике життя                       | The Wild Life                  | вибивайло                                          |
| 1984      | с  |                                  | E/R                            | Дональд Гайнс (Епізод: "Mr. Fix-It")               |
| 1985      | с  | Нічний суд                       | Night Court                    | Венделл Мартін (Епізод: "Nuts About Harry")        |
| 1985      | с  | Дюки з Газарду                   | The Dukes of Hazzard           | Флойд (Епізод: "Opening Night at the Boar's Nest") |
| 1985—1986 | с  | Невідповідності науки            | Misfits of Science             | Ел Лінкольн (16 епізодів)                          |
| 1986      | ф  | Монстр із шафи                   | Monster in the Closet          | монстр                                             |
| 1987      | ф  | Гаррі і Гендерсони               | Harry and the Hendersons       | Гаррі                                              |
| 1987      | ф  | Хижак                            | The Predator                   | Хижак, пілот вертольота                            |
| 1988      | ф  | Велика пригода Пі-Ві 2           | Big Top Pee-wee                | Великий Джон                                       |
| 1989      | тф | Справа Шеннона                   | Shannon's Deal                 | Гаррі                                              |
| 1989      | с  | Зоряний шлях: Наступне покоління | Star Trek: The Next Generation | Лейор (Епізод: "The Price")                        |
| 1989—1990 | с  | 227                              | 227                            | Воррен Меррівезер (11 епізодів)                    |
| 1990      | ф  | Хижак 2                          | Predator 2                     | Хижак                                              |
| 1990—1991 | с  | Гаррі і Гендерсони               | Harry and the Hendersons       | Гаррі (16 епізодів)                                |
| 1992      | ф  | Дорога в пекло                   | Highway to Hell                | Шарон                                              |